# Labocephalus striatus
Labocephalus striatus is een keversoort uit de familie loopkevers (Carabidae). De wetenschappelijke naam van de soort is voor het eerst geldig gepubliceerd in 1832 door Guerin-Meneville.